# باشگاه مبارزه – فقط اعضا
باشگاه مبارزه-فقط اعضا (به هندی: Fight Club – Members Only) فیلمی محصول سال ۲۰۰۶ و به کارگردانی ویکرام چوپرا است. در این فیلم بازیگرانی همچون سونیل شتی، سهیل خان، زاید خان، دیا میرزا، دینو مورئا، ریتیش دشموک، آشیش چادهاری، راهول دو، آمریتا ارورا، آشمیت پاتل، نیها دوپیا، کولبوشان کارباندا ایفای نقش کرده‌اند.
خلاصه : چهار دوست دانشگاهی  یک باشگاه زیرزمینی میزنند اما متهم به قتل فردی می شوند که بعد ها معلوم می شود برادر سردسته اوباش است و ...•